# 閣道增三
仙后座φ，又名BD+57 260，HD 7927、SAO 22191、HR 382，是仙后座的一颗恒星，视星等为4.98，位于銀經126.71，銀緯-4.43，其B1900.0坐标为赤經1h 13m 47.2s，赤緯+57° -4.43′ 21″。